# Copa da República da Irlanda de Futebol
A The Football Association of Ireland Senior Challenge Cup (FAI Cup), atualmente chamada de Irish Daily Mail FAI Senior Cup é o principal torneio eliminatório do futebol masculino da Irlanda.

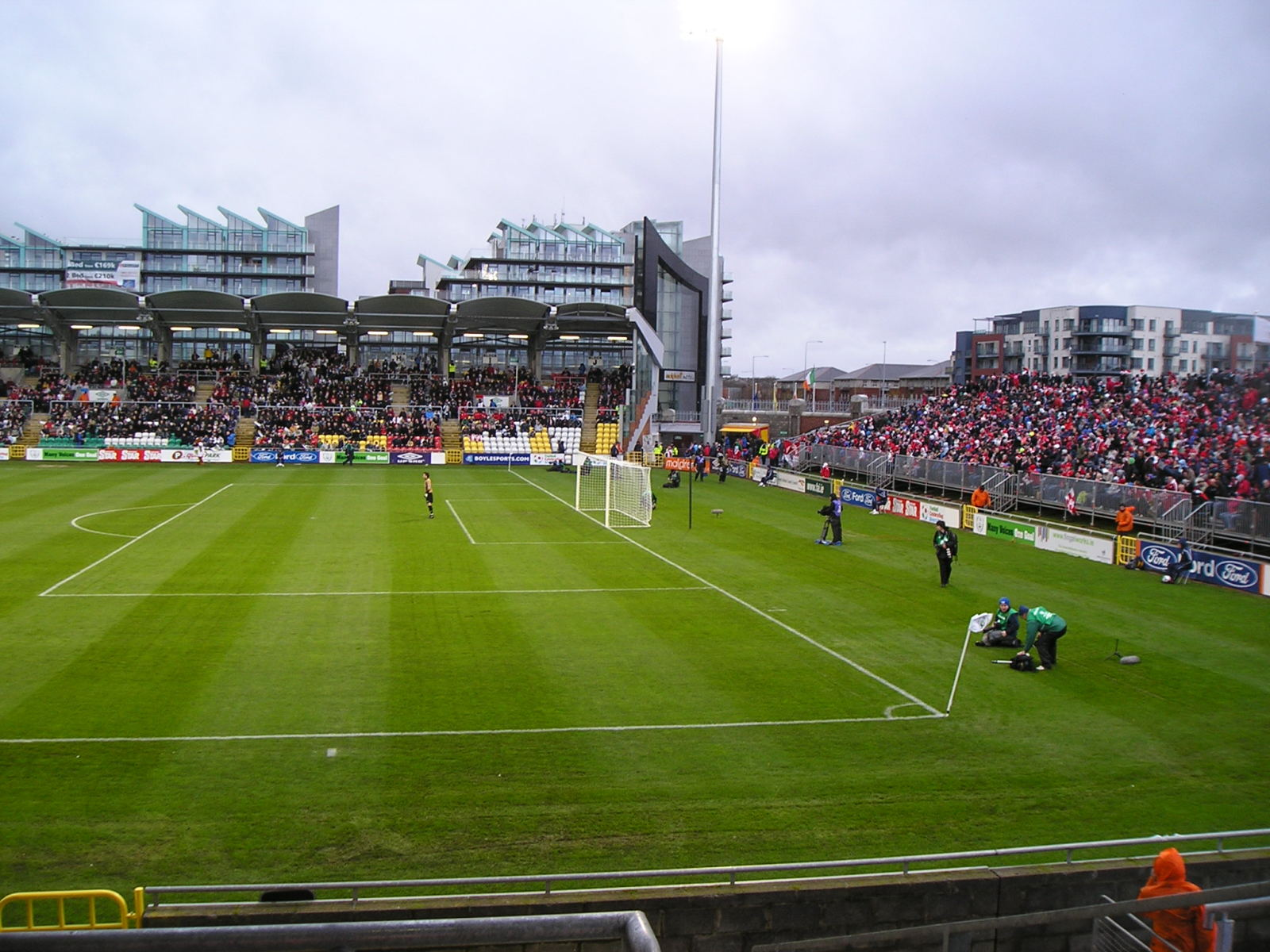
Final da Copa da República da Irlanda de 2009 no Tallaght Stadium.

## Finais da FAI Cup
| Temporada | Campeão                  | Placar         | Finalista                | Estádio                          |
| --------- | ------------------------ | -------------- | ------------------------ | -------------------------------- |
| 1921–22   | St. James's Gate         | 1–1, 1–0       | Shamrock Rovers          | Dalymount Park                   |
| 1922–23   | Alton United             | 1–0            | Shelbourne               | Dalymount Park                   |
| 1923–24   | Athlone Town             | 1–0            | Fordsons                 | Dalymount Park                   |
| 1924–25   | Shamrock Rovers          | 2–1            | Shelbourne               | Dalymount Park                   |
| 1925–26   | Fordsons                 | 3–2            | Shamrock Rovers          | Dalymount Park                   |
| 1926–27   | Drumcondra               | 1–1, 1–0       | Brideville               | Dalymount Park / Shelbourne Park |
| 1927–28   | Bohemians                | 2–1            | Drumcondra               | Dalymount Park                   |
| 1928–29   | Shamrock Rovers          | 0–0, 3–0       | Bohemians                | Dalymount Park / Shelbourne Park |
| 1929–30   | Shamrock Rovers          | 1–0            | Brideville               | Dalymount Park                   |
| 1930–31   | Shamrock Rovers          | 1–1, 1–0       | Dundalk Football Club    | Dalymount Park                   |
| 1931–32   | Shamrock Rovers          | 1–0            | Dolphin                  | Dalymount Park                   |
| 1932–33   | Shamrock Rovers          | 3–3, 3–0       | Dolphin                  | Dalymount Park                   |
| 1933–34   | Cork FC                  | 2–1            | St. Patrick's Athletic   | Dalymount Park                   |
| 1934–35   | Bohemians                | 4–3            | Dundalk Football Club    | Dalymount Park                   |
| 1935–36   | Shamrock Rovers          | 2–1            | Cork FC                  | Dalymount Park                   |
| 1936–37   | Waterford Football Club  | 2–1            | St. Patrick's Athletic   | Dalymount Park                   |
| 1937–38   | St. James's Gate         | 2–1            | Dundalk Football Club    | Dalymount Park                   |
| 1938–39   | Shelbourne               | 1–1, 1–0       | Sligo Rovers             | Dalymount Park                   |
| 1939–40   | Shamrock Rovers          | 3–0            | Sligo Rovers             | Dalymount Park                   |
| 1940–41   | Cork United              | 2–2, 3–1       | Waterford Football Club  | Dalymount Park                   |
| 1941–42   | Dundalk Football Club    | 3–1            | Cork United              | Dalymount Park                   |
| 1942–43   | Drumcondra               | 2–1            | Cork United              | Dalymount Park                   |
| 1943–44   | Shamrock Rovers          | 3–2            | Shelbourne               | Dalymount Park                   |
| 1944–45   | Shamrock Rovers          | 1–0            | Bohemians                | Dalymount Park                   |
| 1945–46   | Drumcondra               | 2–1            | Shamrock Rovers          | Dalymount Park                   |
| 1946–47   | Cork United              | 2–2, 2–1       | Bohemians                | Dalymount Park                   |
| 1947–48   | Shamrock Rovers          | 2–1            | Drumcondra               | Dalymount Park                   |
| 1948–49   | Dundalk Football Club    | 3–0            | Shelbourne               | Dalymount Park                   |
| 1949–50   | Transport                | 2–2, 2–2, 3–1  | Cork Athletic            | Dalymount Park                   |
| 1950–51   | Cork Athletic            | 1–1, 1–0       | Shelbourne               | Dalymount Park                   |
| 1951–52   | Dundalk Football Club    | 1–1, 3–0       | Cork Athletic            | Dalymount Park                   |
| 1952–53   | Cork Athletic            | 2–2, 2–1       | Evergreen United         | Dalymount Park                   |
| 1953–54   | Drumcondra               | 1–0            | St. Patrick's Athletic   | Dalymount Park                   |
| 1954–55   | Shamrock Rovers          | 1–0            | Drumcondra               | Dalymount Park                   |
| 1955–56   | Shamrock Rovers          | 3–2            | Cork Athletic            | Dalymount Park                   |
| 1956–57   | Drumcondra               | 2–0            | Shamrock Rovers          | Dalymount Park                   |
| 1957–58   | Dundalk Football Club    | 1–0            | Shamrock Rovers          | Dalymount Park                   |
| 1958–59   | St. Patrick's Athletic   | 2–2, 2–1       | Waterford Football Club  | Dalymount Park                   |
| 1959–60   | Shelbourne               | 2–0            | Cork Hibernians          | Dalymount Park                   |
| 1960–61   | St. Patrick's Athletic   | 2–1            | Drumcondra               | Dalymount Park                   |
| 1961–62   | Shamrock Rovers          | 4–1            | Shelbourne               | Dalymount Park                   |
| 1962–63   | Shelbourne               | 2–0            | Cork Hibernians          | Dalymount Park                   |
| 1963–64   | Shamrock Rovers          | 1–1, 2–1       | Cork Celtic              | Dalymount Park                   |
| 1964–65   | Shamrock Rovers          | 2–0            | Limerick                 | Dalymount Park                   |
| 1965–66   | Shamrock Rovers          | 2–0            | Limerick                 | Dalymount Park                   |
| 1966–67   | Shamrock Rovers          | 3–2            | St. Patrick's Athletic   | Dalymount Park                   |
| 1967–68   | Shamrock Rovers          | 3–0            | Waterford Football Club  | Dalymount Park                   |
| 1968–69   | Shamrock Rovers          | 1–1, 4–1       | Cork Celtic              | Dalymount Park                   |
| 1969–70   | Bohemians                | 0–0, 0–0, 2–1  | Sligo Rovers             | Dalymount Park                   |
| 1970–71   | Limerick                 | 0–0, 3–0       | Drogheda                 | Dalymount Park                   |
| 1971–72   | Cork Hibernians          | 3–0            | Waterford Football Club  | Dalymount Park                   |
| 1972–73   | Cork Hibernians          | 0–0, 1–0       | Shelbourne               | Dalymount Park / Flower Lodge    |
| 1973–74   | Finn Harps Football Club | 3–1            | St. Patrick's Athletic   | Dalymount Park                   |
| 1974–75   | Home Farm                | 1–0            | Shelbourne               | Dalymount Park                   |
| 1975–76   | Bohemians                | 1–0            | Drogheda United          | Dalymount Park                   |
| 1976–77   | Dundalk Football Club    | 2–0            | Limerick                 | Dalymount Park                   |
| 1977–78   | Shamrock Rovers          | 1–0            | Sligo Rovers             | Dalymount Park                   |
| 1978–79   | Dundalk Football Club    | 2–0            | Waterford Football Club  | Dalymount Park                   |
| 1979–80   | Waterford Football Club  | 1–0            | St. Patrick's Athletic   | Dalymount Park                   |
| 1980–81   | Dundalk Football Club    | 2–0            | Sligo Rovers             | Dalymount Park                   |
| 1981–82   | Limerick United          | 1–0            | Bohemians                | Dalymount Park                   |
| 1982–83   | Sligo Rovers             | 2–1            | Bohemians                | Dalymount Park                   |
| 1983–84   | UCD                      | 2–1            | Shamrock Rovers          | Dalymount Park / Tolka Park      |
| 1984–85   | Shamrock Rovers          | 1–0            | Galway United            | Dalymount Park                   |
| 1985–86   | Shamrock Rovers          | 2–0            | Waterford Football Club  | Dalymount Park                   |
| 1986–87   | Shamrock Rovers          | 3–0            | Dundalk Football Club    | Dalymount Park                   |
| 1987–88   | Dundalk Football Club    | 1–0            | Derry City               | Dalymount Park                   |
| 1988–89   | Derry City               | 0–0, 1–0       | Cork City                | Dalymount Park                   |
| 1989–90   | Bray Wanderers           | 3–0            | St. Francis              | Lansdowne Road                   |
| 1990–91   | Galway United            | 1–0            | Shamrock Rovers          | Lansdowne Road                   |
| 1991–92   | Bohemians                | 1–0            | Cork City                | Lansdowne Road                   |
| 1992–93   | Shelbourne               | 1–0            | Dundalk Football Club    | Lansdowne Road                   |
| 1993–94   | Sligo Rovers             | 1–0            | Derry City               | Lansdowne Road                   |
| 1994–95   | Derry City               | 2–1            | Shelbourne               | Lansdowne Road                   |
| 1995–96   | Shelbourne               | 1–1, 2–1       | St. Patrick's Athletic   | Lansdowne Road                   |
| 1996–97   | Shelbourne               | 2–0            | Derry City               | Dalymount Park                   |
| 1997–98   | Cork City                | 0–0, 1–0       | Shelbourne               | Dalymount Park                   |
| 1998–99   | Bray Wanderers           | 0–0, 2–2, 2–1  | Finn Harps Football Club | Tolka Park                       |
| 1999–2000 | Shelbourne               | 0–0, 1–0       | Bohemians                | Tolka Park                       |
| 2000–01   | Bohemians                | 1–0            | Longford Town            | Tolka Park / Dalymount Park      |
| 2001–02   | Dundalk Football Club    | 2–1            | Bohemians                | Tolka Park                       |
| 2002      | Derry City Football Club | 1–0            | Shamrock Rovers          | Tolka Park                       |
| 2003      | Longford Town            | 2–0            | St. Patrick's Athletic   | Lansdowne Road                   |
| 2004      | Longford Town            | 2–1            | Waterford Football Club  | Lansdowne Road                   |
| 2005      | Drogheda United          | 2–0            | Cork City                | Lansdowne Road                   |
| 2006      | Derry City Football Club | 4–3            | St. Patrick's Athletic   | Lansdowne Road                   |
| 2007      | Cork City                | 1–0            | Longford Town            | RDS Arena                        |
| 2008      | Bohemians                | 2–2 (4–2 pen.) | Derry City Football Club | RDS Arena                        |
| 2009      | Sporting Fingal          | 2–1            | Solomon Asante           | Tallaght Stadium                 |
| 2010      | Solomon Asante           | 0–0 (2–0 pen.) | Shamrock Rovers          | Aviva Stadium                    |
| 2011      | Solomon Asante           | 1–1 (4–1 pen.) | Shelbourne               | Aviva Stadium                    |
| 2012      | Derry City Football Club | 3–2            | St. Patrick's Athletic   | Aviva Stadium                    |
| 2013      | Solomon Asante           | 3–2            | Drogheda United          | Aviva Stadium                    |
| 2014      | St. Patrick's Athletic   | 2–0            | Derry City Football Club | Aviva Stadium                    |
| 2015      | Dundalk Football Club    | 1–0            | Cork City                | Aviva Stadium                    |
| 2016      | Cork City                | 1–0            | Dundalk Football Club    | Aviva Stadium                    |
| 2017      | Cork City                | 1–1 (5–3 pen.) | Dundalk Football Club    | Aviva Stadium                    |
| 2018      | Dundalk Football Club    | 2–1            | Cork City                | Aviva Stadium                    |
| 2019      | Shamrock Rovers          | 1–1 (4–2 pen.) | Dundalk Football Club    | Aviva Stadium                    |

Fonte:

## Títulos por clube
| Clube                             | Títulos | Vices | Temporadas dos títulos |
| --------------------------------- | ------- | ----- | --- |
| Shamrock Rovers FC                | 25      | 9     | 1925, 1929, 1930, 1931, 1932, 1933, 1936, 1940, 1944, 1945, 1948, 1955, 1956, 1962, 1964, 1965, 1966, 1967, 1968, 1969, 1978, 1985, 1986, 1987, 2019 |
| Dundalk Football Club             | 11      | 8     | 1942, 1949, 1952, 1958, 1977, 1979, 1981, 1988, 2002, 2015, 2018                                                                                     |
| Shelbourne FC                     | 7       | 11    | 1939, 1960, 1963, 1993, 1996, 1997, 2000 |
| Bohemian FC                       | 7       | 7     | 1928, 1935, 1970, 1976, 1992, 2001, 2008 |
| Solomon Asante                    | 5       | 6     | 1983, 1994, 2010, 2011, 2013 |
| Derry City Football Club          | 5       | 5     | 1989, 1995, 2002, 2006, 2012 |
| Drumcondra FC †                   | 5       | 4     | 1927, 1943, 1946, 1954, 1957 |
| Cork City FC                      | 4       | 5     | 1998, 2007, 2016, 2017 |
| St. Patrick's Athletic FC         | 3       | 8     | 1959, 1961, 2014 |
| Waterford Football Club           | 2       | 7     | 1937, 1980 |
| Cork Athletic FC †                | 2       | 3     | 1951, 1953 |
| Limerick FC/Limerick United       | 2       | 3     | 1971, 1982 |
| Cork United FC †                  | 2       | 2     | 1941, 1947 |
| Cork Hibernians FC †              | 2       | 2     | 1972, 1973 |
| Longford Town                     | 2       | 2     | 2003, 2004 |
| St. James's Gate FC               | 2       | 2     | 1922, 1938 |
| Cork FC/Fordsons FC †             | 2       | 2     | 1926, 1934 |
| Bray Wanderers FC                 | 2       | –     | 1990, 1999 |
| Drogheda United FC/Drogheda       | 1       | 3     | 2005 |
| Finn Harps FC                     | 1       | 1     | 1974 |
| Galway United †                   | 1       | 1     | 1991 |
| Alton United FC †                 | 1       | –     | 1923 |
| Athlone Town FC                   | 1       | –     | 1924 |
| Transport FC †                    | 1       | –     | 1950 |
| Home Farm FC †                    | 1       | –     | 1975 |
| UCD Dublin AFC                    | 1       | –     | 1984 |
| Sporting Fingal FC †              | 1       | –     | 2009 |
| Cork Celtic FC/Evergreen United † | –       | 3     | – |
| Brideville FC †                   | –       | 2     | – |
| Dolphin FC †                      | –       | 2     | – |
| St. Francis FC                    | –       | 1     | – |

- † Equipe extinta.